# Neo Geo
Neo Geo（Neojio）, 亦作NEO•GEO或NEOGEO,是日本游戏公司SNK旗下的一款以卡匣为载体的电子游戏系统平台，它最初于1990年4月26日在日本发售。有街机MVS（Multi Video System）和家用游戏机AES（Advanced Entertainment System）两个版本。Neo Geo是第一个24位系统游戏平台。它采用频率12MHz、16/32位并行的68000处理器，搭配4MHz 8/16位并行的Z80协处理器。图像处理器则是SNK定制的24位数据总线芯片组，可在屏幕上显示380个16×512像素的精灵图和多大4096种颜色。声音方面，YAMAHAYM2610声卡芯片提供15通道CD级音效，其中包括7个数字化语音专用通道。Neo Geo的后继机型为Hyper Neo Geo 64。
Neo Geo MVS作为投币式街机，允许用户同时放置6款不同的卡带在一台机器内，这一独有的功能对很多占地面积有限的街机厅营业者来说显然是非常友好且经济划算的。家用机版Neo Geo AES由于其高昂的制造成本，SNK最初并未将其零售，而是仅作为租赁主机发行，也被称为Neo Geo租赁系统。后来由于需求量大，原本的计划取消，并将其作为豪华主机在零售店发行。这款游戏机也是有史以来最昂贵的家用视频游戏机，售价为58000日圆，1991年约合649.99美元（相等於2023年的1,450美元）。AES的硬件与MVS相同，用户将得到与街机版同样的游戏体验但由于MVS与AES版卡带间的物理尺寸不同，它们并不相互兼容。1994年，SNK发布了Neo Geo CD游戏机，它采用了更便宜的CD光盘介质，不再使用AES上的卡带。
Neo Geo MVS在上世纪90年代曾大获成功，这得益于它的机柜成本低、卡带插槽多、体积小等优势。该平台也产生了许多知名游戏作品，如《拳皇》、《侍魂》、《饿狼传说》、《龙虎之拳》、《合金弹头》等。新游戏在此平台的发售持续到了2004年， 这也使得Neo Geo平台成为有史以来游戏软件支援时间最长的街机平台。家用机AES版本在日本市场不算大卖，但有固定的客群支持者。在美国市场则因其软硬件高昂的售价并未获得高销量。但日后却成为许多游戏收藏者们追捧的产品。目前全球街机版MVS的销量已超过118万台。而家用机AES版与CD版的销量总和也已达到98万台。

## 参数
| CPU        | 68000 (12MHz)、聲音：Z80 (4MHz)                                                                                           |
| 記憶體     | RAM：【68000】64KB、【Z80】2KB、【VRAM】68KB                                                                              |
| 聲音       | Yamaha YM2610（ADPCM 7音 FM 4音 SSG 3音 雜音1音） ADPCM-A: 固定取樣率（18.5kHz）6音 ADPCM-B: 可變取樣率（1.8~55.5kHz）1音 |
| 顯示色數   | 65,536色（同時顯示顏色 4,096 色）                                                                                         |
| 圖塊顯示數 | 380 |